# Культура Триполье – Кукутень
Культура Трипо́лье — Кукуте́нь — археологическая общность (область) медного века (энеолита) на территории Юго-Восточной Европы — Румынии, Молдавии и Украины. Одна из наиболее ярких культурных общностей энеолита. Включает в себя:
- культуру Кукутень (ок. 4600—3500 до н. э.) на территории румынской Молдовы и прилегающей части Трансильвании[2];
- трипольскую культуру энеолита и раннего бронзового века (середина 5-го тысячелетия до н. э. — 2650-е годы до н. э.) на территории Молдавии, лесостепи и степей Украины от долины реки Днепр и западнее[3].

## Название
Получила своё название от села Триполье Обуховского района Киевской области на Украине и села Кукутень жудеца Яссы в Румынии, где еще в конце XIX — начале XX века были исследованы два поселения этой культуры (Кукутень). Исследования проводились с 1870-х гг. на территории Галиции. Сформировалась к середине 5-го тысячелетия до н. э. в восточном Прикарпатье и верховьях реки Олт (Прекукутень 1, 5050—4950 до н. э.) на основе ряда неолитических традиций востока Дунайско-Карпатского региона. Культура Кукутень сформировалась на основе культуры Прекукутень.

## Периоды
Выделяются фазы культуры Кукутень (с внутренним подразделением): Кукутень A (A1-A4), Кукутень AB (AB1-AB2), Кукутень B (B1-B3). Выделяются фазы трипольской культуры (с внутренним подразделением): Триполье A, Триполье B, Триполье С (С1-С2). В период Прекукутень 2—3 (4950—4600/4550 до н. э.) — Триполье А (середина 5-го — первая половина 4-го тысячелетия до н. э.) распространилась до Поднестровья, части Южного Побужья; складываются локальные группы.
Период Кукутень А (4600/4550-4050 гг. до н. э.), Кукутень АВ (4050—3775 гг. до н. э.), Триполье В (середина 4-го тысячелетия — 3000/2900 до н. э.) — период расцвета, ареал расширяется до Поднепровья. К концу этапа Кукутень А в ареале культуры происходят серьезные события, в результате которых резко уменьшается количество памятников, особенно в западной части ареала. По Джеймсу Мэллори наступают так называемые балканские «тёмные века».
Период Кукутень В (3775—3500 гг. до н. э.) и Триполье С1 (3000/2900—3200/3150 до н. э.) — начало упадка, перехода к бронзовому веку на фоне аридизации климата (уменьшения влажности). Культура Кукутень сменяется культурой Городиштя — Фолтешти.
Триполье С2 (3200/3150—2650 до н. э.) включает территорию Южной Волыни; в хозяйстве увеличивается роль животноводства. На юго-востоке контакты со степняками привели к формированию культуры Усатово.
В пространственном отношении культура Триполье — Кукутень имела пограничный характер. Культура развивалась между культурным массивом «Старой Европы» (по Марии Гимбутас) и миром степных племён Северного Причерноморья.